# Estació d'Astorga
L'estació d'Astorga, també coneguda com a Astorga-Puerta de Rey, es troba a la localitat d'Astorga, a la província de Lleó. Té serveis de mitjana i llarga distància operats per Renfe.
Pertany a la línia que uneix Lleó amb la Corunya, d'ample ibèric, en via única i electrificada a 3000 v. C.C. L'estació també va formar part de la línia d'ample ibèric desapareguda entre Plasència i Astorga.

## Trens

### Mitjana Distància
| Línia | Trens            | Origen/destinació | Destinació/origen     |
| ----- | ---------------- | ----------------- | --------------------- |
| 6     | Intercity        | Vigo              | Lleó Madrid-Chamartín |
| 6     | Regional Express | Vigo              | Lleó                  |

### Llarga Distància
| Tren                | Origen/destinació | Parades Intermèdies | Destinació/origen | Observacions                 |
| ------------------- | ----------------- | --- | ----------------- | ---------------------------- |
| Alvia               | A Coruña          | Santiago de Compostel·la · Ourense-Empalme · Monforte de Lemos · San Clodio-Quiroga · A Rúa-Petín · O Barco de Valdeorras · Ponferrada · Bembibre · Astorga · Lleó · Sahagún · Palència · Burgos-Rosa de Lima · Miranda de Ebro · Vitòria · Pamplona · Tafalla · Castejón de Ebro · Tudela de Navarra · Saragossa-Delicias · Lleida Pirineus · Camp de Tarragona | Barcelona-Sants   | 4 trens setmanals per sentit |
| Alvia               | Vigo-Guixar       | Redondela · O Porriño · Ourense-Empalme · Monforte de Lemos · San Clodio-Quiroga · A Rúa-Petín · O Barco de Valdeorras · Ponferrada · Bembibre · Astorga · Lleó · Sahagún · Palència · Burgos-Rosa de Lima · Miranda de Ebro · Vitòria · Pamplona · Tafalla · Castejón de Ebro · Tudela de Navarra · Saragossa-Delicias · Lleida Pirineus · Camp de Tarragona    | Barcelona-Sants   | 3 trens setmanals per sentit |
| Alvia               | Madrid-Chamartín  | Valladolid-Campo Grande • Palència • León • Veguellina • Astorga • Vega-Magaz • Brañuelas • Torre del Bierzo • Bembibre • San Miguel de las Dueñas | Ponferrada        | 5 trens setmanals per sentit |
| Intercity           | A Coruña          | Santiago de Compostel·la · O Carballiño · Ourense-Empalme · Monforte de Lemos · San Clodio-Quiroga · A Rúa-Petín · O Barco de Valdeorras · Ponferrada · Bembibre · Astorga · Lleó · Sahagún · Palència · Burgos-Rosa de Lima · Briviesca · Miranda de Ebro · Vitòria · Altsasu · Zumarraga · Sant Sebastià · Irun                                                | Hendaia           | 1 tren diari per sentit      |
| Intercity           | Vigo-Guixar       | Redondela · Guillarei · Ourense-Empalme · Monforte de Lemos · San Clodio-Quiroga · A Rúa-Petín · O Barco de Valdeorras · Ponferrada · Bembibre · Astorga · Lleó · Sahagún · Palència · Burgos-Rosa de Lima · Briviesca · Miranda de Ebro · Laudio | Bilbao-Abando     | 1 tren diari per sentit      |
| Trenhotel Atlántico | Ferrol            | Pontedeume · Betanzos-Cidade · Betanzos-Infesta · Curtis · Guitiriz · Lugo · Sarria · Monforte de Lemos · San Clodio-Quiroga · A Rúa-Petín · O Barco de Valdeorras · Ponferrada · Bembibre · Astorga · Veguellina · Lleó · Sahagún · Palència · Venta de Baños · Valladolid-Campo Grande · Medina del Campo · Àvila                                              | Madrid-Chamartín  | 6 trens setmanals per sentit |
| Trenhotel Galicia   | A Coruña          | Betanzos-Infesta · Curtis · Lugo · Sarria · Monforte de Lemos · San Clodio-Quiroga · A Rúa-Petín · O Barco de Valdeorras · Ponferrada · Astorga · Lleó · Palència · Burgos-Rosa de Lima · Logronyo · Castejón de Ebro · Tudela de Navarra · Saragossa-Delicias · Lleida Pirineus · Camp de Tarragona                                                             | Barcelona-Sants   | 1 tren diari per sentit      |
| Trenhotel Galicia   | Vigo-Guixar       | Redondela · O Porriño · Guillarei · Ourense-Empalme · Monforte de Lemos · San Clodio-Quiroga · A Rúa-Petín · O Barco de Valdeorras · Ponferrada · Astorga · Lleó · Palència · Burgos-Rosa de Lima · Logronyo · Castejón de Ebro · Tudela de Navarra · Saragossa-Delicias · Lleida Pirineus · Camp de Tarragona                                                   | Barcelona-Sants   | 1 tren diari per sentit      |